# Ivica Skenderović
Ivica Skenderović, zvani Skendo (Subotica, 28. travnja 1965.), hrvatski je bivši nogometaš, danas nogometni trener. Igrao je na poziciji napadača odnosno lijevog veznog. Bio je izrazito snažnog udarca lijevom nogom.

## Igračka karijera
Rodio se u Subotici u obitelji bunjevačkih Hrvata. Sredinom 1980-ih igrao je za subotički Spartak. Bio je nadareni napadač, a Spartak je u ono vrijeme bio drugoligaš koji je igrao u Drugoj saveznoj ligi - Zapad. 1987. je godine došao na provjeru u prvoligaša NK Osijek gdje je želio zaigrati.  Budući da je Osijek onda imao jaki sastav, trener Milan Đuričić ga je dao posuditi u Belišće, gdje se dobro primio. Ondje su ga širokogrudno primili, Skenderović se naposljetku ondje nastanio za stalno, našao si radno mjesto u Kombinatu Belišće, oženio i dobio djecu (dva sina). Dana 27. travnja 1992. teško je ranjen u velikosrpskom granatiranju Belišća. Oporavio se od ozljeda relativno brzo (pola godine). No, želju za igrati na prvoligaškim terenima želio je utažiti i ta mu se želja ispunila. Višegodišnji snažni hrvatski niželigaš Belišće uspjelo je ući u Prvu hrvatsku nogometnu ligu u sezoni 1992./1993. (koja je bila drugo državno prvenstvo samostalne Hrvatske) dok je klub trenirao Ivica Grnja. Odigrao je 18 utakmica i postigao 4 pogotka. Posljednji je put zaigrao za Belišće na proljeće 1993. u Zagrebu. Tad mu je naglo pozlilo. Kad se i nakon toga oporavio, shvatio da bi mu daljnje aktivno igranje moglo samo štetiti te se je ostavio igranja nogometa te se posvetio trenerskoj karijeri.

## Trenerska karijera
Nastavio je raditi u svom Belišću. U NK Belišću vodio je sve uzrasne kategorije. Radio je od najmlađih kategorija i naposljetku je došao do pomoćnika prvog trenera Pavla Strugačevca. U Drugoj županijskoj ligi trenirao je Slavonac iz Ladimirevaca, supruzina rodnog sela, zatim Dinamo iz Baranjskog Petrovog Sela, Petlovac iz Petlovca te ŠNK Baranja-Belje iz Belog Manastira.